# Небезпека

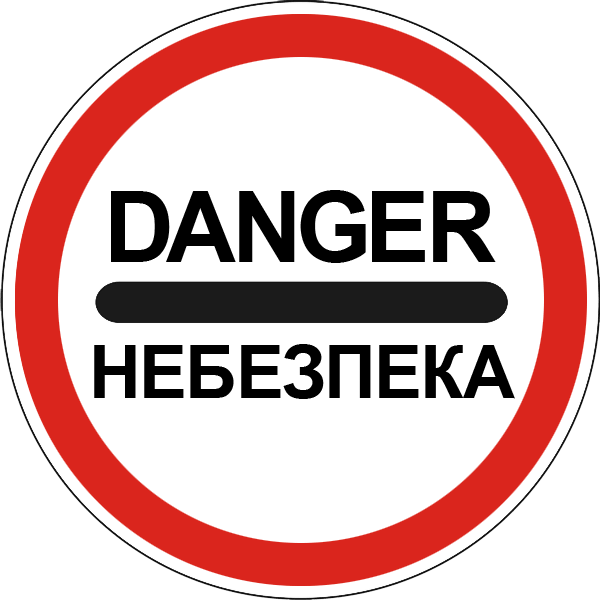
Дорожній знак

Небезпе́ка — можливість виникнення обставин, за яких матерія, поле, інформація або їхнє поєднання можуть таким чином вплинути на складну систему, що призведе до погіршення або неможливості її функціонування і розвитку. 
ООН надає таке визначення терміна «Небезпека»: «Потенційно згубне фізичне явище, подія або діяльність людини, які можуть призводити до загибелі людей або нанесення їм тілесних ушкоджень, заподіяння шкоди майну, порушення функціонування соціальних і економічних систем або погіршення стану довкілля. Небезпеки можуть включати приховані умови, що несуть в собі майбутні загрози, і можуть обумовлюватися різними причинами: природними (геологічними, гідрометеорологічними і біологічними) або викликаними процесами життєдіяльності людини (погіршення стану довкілля і техногенні небезпеки)».
Небезпека залежно від своєї природи, кількісної і якісної характеристики, тривалості дії, може призвести до таких негативних наслідків для людини:
- відчуття дискомфорту;
- втома;
- гострі і хронічні професійні захворювання;
- погіршення якості життя;
- травми різної тяжкості;
- смерть.

## Джерела небезпеки

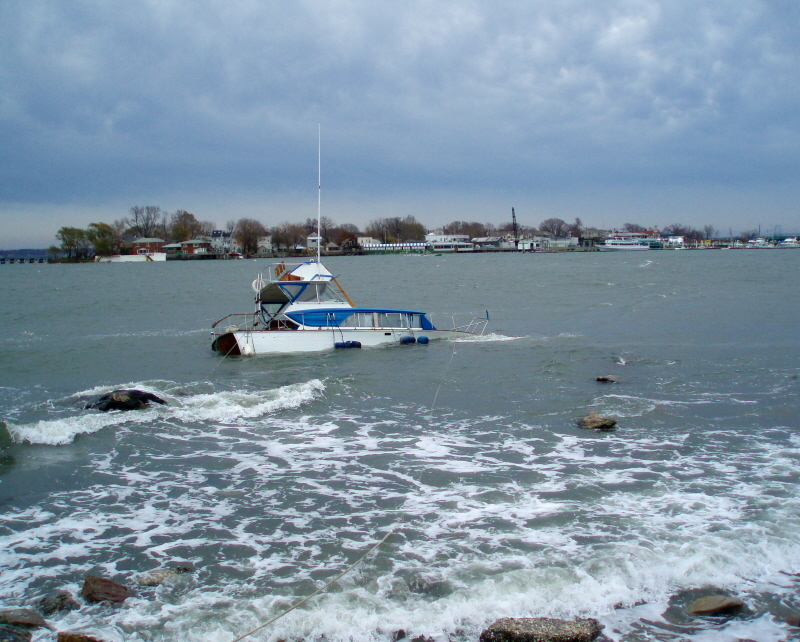
Крах на скелях, Бронкс, 2007